# ビリルビンオキシダーゼ
ビリルビンオキシダーゼ（bilirubin oxidase）は、次の化学反応を触媒する酸化還元酵素である。
2 ビリルビン + O2 {\displaystyle \rightleftharpoons } 2 ビリベルジン + 2 H2O
反応式の通り、この酵素の基質はビリルビンと酸素、生成物はビリベルジンと水である。

ビリルビン
ビリベルジン

組織名はbilirubin:oxygen oxidoreductaseで、別名にbilirubin oxidase M-1がある。